# فلوريان ألت
فلوريان ألت (بالألمانية: Florian Alt) مواليد 30 أبريل 1996 في غومرسباخ، هو متسابق دراجات نارية ألماني.  نافس في الجائزة الكبرى للدراجات النارية في فئة موتو 3 وبدأ فيها سنة 2013 ثم في فئة موتو 2.

## النتائج

### حسب الموسم
| الموسم | الفئة  | الدراجة        | السباق | الفوز | المنصة | الإنطلاق | أسرع لفة | النقاط | الترتيب |
| ------ | ------ | -------------- | ------ | ----- | ------ | -------- | -------- | ------ | ------- |
| 2013   | موتو 3 | كالكس كي تي إم | 12     | 0     | 0      | 0        | 0        | 0      | ن.غ.م   |
| 2015   | موتو 2 | سوتر           | 17     | 0     | 0      | 0        | 1        | 0      | ن.غ.م   |
| إجمالي |        |                | 29     | 0     | 0      | 0        | 1        | 0      |         |

### السباقات حسب السنة
| السنة | الفئة  | الدراجة        | 1      | 2               | 3            | 4          | 5        | 6             | 7           | 8           | 9            | 10         | 11          | 12              | 13            | 14           | 15         | 16            | 17         | 18        | مركز  | النقاط |
| ----- | ------ | -------------- | ------ | --------------- | ------------ | ---------- | -------- | ------------- | ----------- | ----------- | ------------ | ---------- | ----------- | --------------- | ------------- | ------------ | ---------- | ------------- | ---------- | --------- | ----- | ------ |
| 2013  | موتو 3 | كالكس كي تي إم | قطر 25 | الأمريكتان ل.ين | إسبانيا ل.ين | فرنسا ل.ين | إيطاليا  | كتالونيا ل.يب | هولندا 30   | ألمانيا 29  | إنديانا 18   | تشيك 27    | بريطانيا 25 | سان مارينو ل.ين | أرغون ل.ين    | ماليزيا ل.يب | أستراليا   | اليابان       | بلنسية 26  |           | ن.غ.م | 0      |
| 2015  | موتو 2 | سوتر           | قطر 21 | الأمريكتان 25   | الأرجنتين 25 | إسبانيا 24 | فرنسا 23 | إيطاليا 24    | كتالونيا 21 | هولندا ل.ين | ألمانيا ل.يب | إنديانا 19 | تشيك ل.ين   | بريطانيا 24     | سان مارينو 22 | أرغون 21     | اليابان 21 | أستراليا ل.ين | ماليزيا 26 | بلنسية 20 | ن.غ.م | 0      |

## روابط خارجية
- فلوريان ألت على موقع WorldSBK.com (الإنجليزية)
- فلوريان ألت على موقع AS.com (الإسبانية)